# Fotogrammi d'argento 1986
La 36ª edizione dei Fotogrammi d'argento, assegnati dalla rivista spagnola di cinema Fotogramas, si è svolta il 3 marzo 1986.

## Premi e candidature

### Miglior film spagnolo
- Padre nuestro, regia di Francisco Regueiro[2]

### Miglior film straniero
- La rosa purpurea del Cairo (The Purple Rose of Cairo), regia di Woody Allen  ·   Stati Uniti

### Miglior attrice cinematografica
- Victoria Abril - Padre Nuestro e L'ora stregona (La hora bruja)
- Ana Belén - Se infiel y no mires con quien e La corte del faraon
- Charo Lopez - Los pasos perdidos
- Carmen Maura - Extramuros e Se infiel y no mires con quien
- Mercedes Sampietro - Extramuros

### Miglior attore cinematografico
- Antonio Banderas - Requiem por un campesino spagnolo, La corte del faraon e Caso cerrado
- Fernando Fernán Gómez - La corte del faraon, Marbella, un golpe de cinco estrellas e Stico
- Guillermo Montesinos - La vaquilla
- Antonio Resines - Se infiel y no mires con quien
- Fernando Rey - Padre Nuestro e El caballero del dragón

### Miglior interprete televisivo
- Verónica Forqué - Platos rotos
- Maria Jose Alfonso - Platos rotos
- Victoria Abril - La huella del crimen 1: El crimen del Capitán Sánchez e Los pazos de Ulloa
- Jose Luis Gomez - Los pazos de Ulloa
- Terele Pávez -  La huella del crimen 1: El caso de las envenenadas de Valencia

### Miglior interprete teatrale
- Josep Maria Flotats - Cyrano de Bergerac
- Verónica Forqué - Bajarse al moro e Sublime decision
- Lola Herrera - Las amargas lágrimas de Petra Von Kant
- Els Joglars - Gabinete Libermann
- Amparo Rivelles - Hay que deshacer la casa